# 埃蒂南
埃蒂南（法語：Étinehem，法語發音：[etinɑ̃]）是法国上法蘭西大區索姆省的一个旧市镇，属于佩罗讷区。2017年，埃蒂南与市镇索姆河畔梅里库尔合并为新市镇埃蒂南-梅里库尔，埃蒂南为新市镇行政中心。

## 地理
埃蒂南（49°55'41"N, 2°41'23"E）面积11.08 平方千米，位于法国上法蘭西大區索姆省，该省份为法国北部沿海省份，北起加来海峡省和北部省，西接滨海塞纳省和大西洋英吉利海峡，南至瓦兹省，东临埃纳省。
与埃蒂南接壤的市镇（或旧市镇、城区）包括：莫朗库尔、索姆河畔梅里库尔、索姆河畔布赖、希皮利、梅欧尔特、拉讷维尔莱布赖、普鲁瓦亚尔。
埃蒂南的时区为UTC+01:00、UTC+02:00（夏令时）。

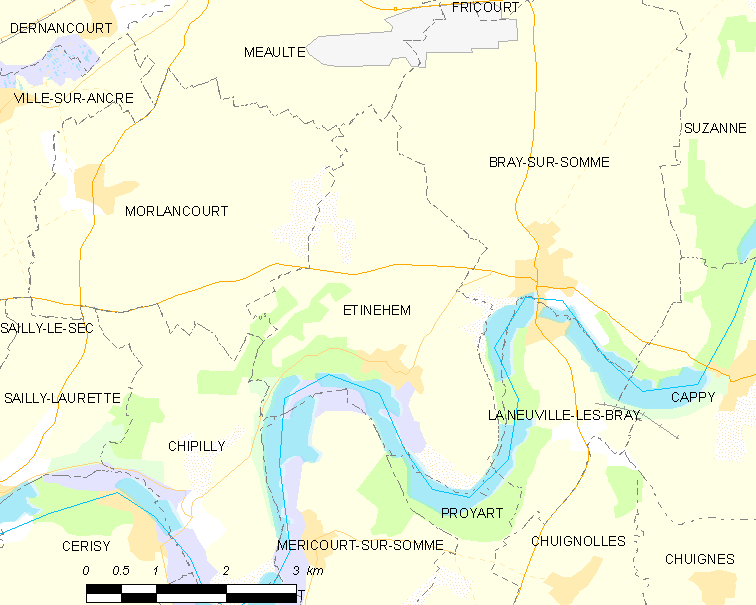
埃蒂南的OSM定位图

## 行政
埃蒂南的邮政编码为80340，INSEE市镇编码为80295。

## 政治
埃蒂南所属的省级选区为阿尔贝县。

## 人口

1962-2008年间埃蒂南人口变化图示

埃蒂南于2018年1月1日时的人口数量为375人。